# Hockey in de Nederlandse Antillen
Het hockey in de Nederlandse Antillen werd georganiseerd door de Nederlands-Antilliaanse Hockey Bond (NAHA).
Hockey werd op de Nederlandse Antillen voornamelijk gespeeld door Nederlanders die op de Antillen wonen of werken.

## Organisatie
De NAHA was aangesloten bij de Pan-Amerikaanse Hockey Federatie. De vertegenwoordigende elftallen speelden daarom sinds 2003 mee in de Pan-Amerikaanse toernooien.
Op de Antillen zijn twee hockeyvelden. Het Blue Bay Resort in Willemstad (Curaçao) is het enige kunstgrasveld en op Sint Maarten bij Philipsburg is een hardcourt veld waarop gehockeyd wordt. Alleen op Curaçao (5) en op Sint Maarten (1) zijn hockeyclubs. Alle clubs bestaan slechts uit één heren-, dames- en/ of mixedteam, alleen Jeugd heeft verschillende leeftijdsklassen. Er wordt een heren, dames en mixed competitie gespeeld waarbij in sommige competities combinaties van verschillende clubs meedoen.
Na de Staatkundige hervormingen binnen het Koninkrijk der Nederlanden waardoor Curaçao en Sint Maarten aparte landen binnen het Koninkrijk der Nederlanden werden vanaf 10 oktober 2011 veranderde ook de hockey organisatie. De NAHA werd de Hockey Bond Curacao (HBC) en de competitie, die toch al uit alleen Curacoase clubs bestond werd het Curacoas kampioenschap. Vanwege de verbouwing van het Blue Bay Resort wordt er sinds 2011 gespeeld op het gras van voetbalclub CVV Willemstad.

## Clubs/ Teams

### Curaçao
- VRO
- GHC
- Vrienden
- Marienes
- Jeugd (jeugdhockey direct georganiseerd via de NAHA)

### St. Maarten
- St. Maarten National Hockey Team (SXM)

### Aruba
- Arubaanse Mixed Hockey Club (AMHC); tot 1986 binnen de NAHA, hierna zelfstandig

## Nederlands-Antilliaans elftal
Sinds 2003 nemen vertegenwoordigende elftallen van de Nederlandse Antillen deel aan toernooien van de Pan-Amerikaanse Hockey Federatie. De spelers komen vooral uit de Nederlandse competitie.

### Resultaten

#### Heren
- 5e, Pan American Cup 2004, London (Canada)
- Central American & Caribbean Games 2006,  Santo Domingo (Dominicaanse Republiek)
- 6e, Pan American Games 2007

#### Dames
- 7e, Pan American Cup 2004, Bridgetown (Barbados)
- Central American & Caribbean Games 2006, Santo Domingo (Dominicaanse Republiek)
- Pan American Games 2007
- 3e, Olympisch Kwalificatietoernooi Kazan (Rusland) 2008, Antillen niet naar Olympische Spelen